# Jean Arnold Antoine Tuerlinckx

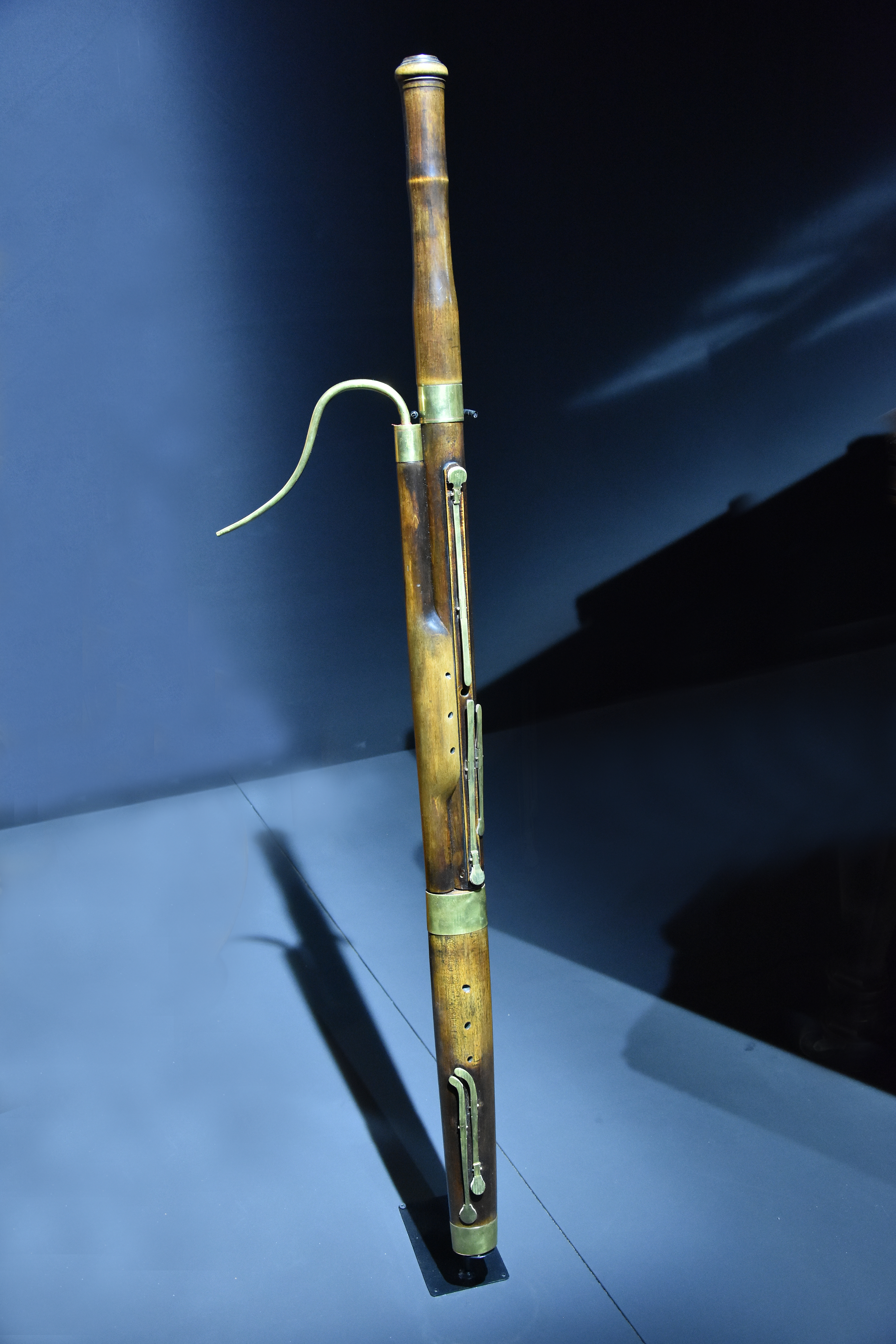
Een van de door Tuerlinckx vervaardigde fagotten is de Tuerlinckx-fagot

Jan Arnold Antoon Tuerlinckx (Aarschot, 22 november 1753 - Mechelen, 19 december 1827) was een Belgische muziekinstrumentenbouwer, gevestigd in Mechelen. Hij vervaardigde koper- en houtblaasinstrumenten, waaronder klarinetten en fagotten. 
Hij was zoon van Servaas Tuerlinckx en Catharina Hoeylaerts. Zijn vader was uurwerkmaker in Aarschot en wijdde hem in de fijnmechanica in.
Tuerlinckx opende zijn werkplaats in 1782. Het bedrijf was succesvol en had uiteindelijk meer dan 40 werknemers in dienst. Vooral de klarinetten verkochten goed. Hij leverde zijn instrumenten aan musici uit verschillende landen, alsook aan het Nederlandse leger. Zijn klantenkring bestond vooral uit militaire en burgerlijke blaaskapellen, waarvoor zijn zoon Corneel Jan Jozef Tuerlinckx dan weer muziek schreef.
Jan Arnold Antoon was tweemaal getrouwd. Eerst met Catharina Meikens, later met Anna Catharina Clavers. Zoon Corneel uit het eerste huwelijk, die mee aangifte deed van zijn overlijden, nam het bedrijf van zijn vader over. Omstreeks 1840 kon het bedrijf de concurrentie met goedkopere instrumenten uit het buitenland niet meer aan en beëindigde het zijn activiteiten.